# Список астероїдів (52401—52500)
| Назва                     | Тимчасове позначення | Дата відкриття    | Місце відкриття                    | Відкривач                           |
| ------------------------- | -------------------- | ----------------- | ---------------------------------- | ----------------------------------- |
| (52401) 1993 SS15         | 1993 SS15            | 19 вересня 1993   | Паломарська обсерваторія           | Генрі Гольт                         |
| (52402) 1993 TL           | 1993 TL              | 8 жовтня 1993     | Обсерваторія Кітамі                | Кін Ендате, Кадзуро Ватанабе        |
| (52403) 1993 TQ17         | 1993 TQ17            | 9 жовтня 1993     | Обсерваторія Ла-Сілья              | Ерік Вальтер Ельст                  |
| (52404) 1993 TD20         | 1993 TD20            | 9 жовтня 1993     | Обсерваторія Ла-Сілья              | Ерік Вальтер Ельст                  |
| (52405) 1993 TV22         | 1993 TV22            | 9 жовтня 1993     | Обсерваторія Ла-Сілья              | Ерік Вальтер Ельст                  |
| (52406) 1993 TV23         | 1993 TV23            | 9 жовтня 1993     | Обсерваторія Ла-Сілья              | Ерік Вальтер Ельст                  |
| (52407) 1993 TC31         | 1993 TC31            | 9 жовтня 1993     | Обсерваторія Ла-Сілья              | Ерік Вальтер Ельст                  |
| (52408) 1993 TJ34         | 1993 TJ34            | 9 жовтня 1993     | Обсерваторія Ла-Сілья              | Ерік Вальтер Ельст                  |
| (52409) 1993 UW5          | 1993 UW5             | 20 жовтня 1993    | Обсерваторія Ла-Сілья              | Ерік Вальтер Ельст                  |
| (52410) 1993 UG6          | 1993 UG6             | 20 жовтня 1993    | Обсерваторія Ла-Сілья              | Ерік Вальтер Ельст                  |
| (52411) 1994 AA3          | 1994 AA3             | 14 січня 1994     | Обсерваторія Оїдзумі               | Такао Кобаяші                       |
| (52412) 1994 AF5          | 1994 AF5             | 5 січня 1994      | Обсерваторія Кітт-Пік              | Spacewatch                          |
| (52413) 1994 BF4          | 1994 BF4             | 16 січня 1994     | Коссоль                            | Ерік Вальтер Ельст, Крістіан Поллас |
| (52414) 1994 CV17         | 1994 CV17            | 8 лютого 1994     | Обсерваторія Ла-Сілья              | Ерік Вальтер Ельст                  |
| (52415) 1994 EP6          | 1994 EP6             | 9 березня 1994    | Коссоль                            | Ерік Вальтер Ельст                  |
| (52416) 1994 GC3          | 1994 GC3             | 6 квітня 1994     | Обсерваторія Кітт-Пік              | Spacewatch                          |
| (52417) 1994 GG4          | 1994 GG4             | 6 квітня 1994     | Обсерваторія Кітт-Пік              | Spacewatch                          |
| (52418) 1994 GX10         | 1994 GX10            | 14 квітня 1994    | Паломарська обсерваторія           | PCAS                                |
| (52419) 1994 HX           | 1994 HX              | 16 квітня 1994    | Обсерваторія Кітт-Пік              | Spacewatch                          |
| (52420) 1994 JX1          | 1994 JX1             | 1 травня 1994     | Обсерваторія Кітт-Пік              | Spacewatch                          |
| 52421 Дайходзі (Daihoji)  | 1994 LA              | 1 червня 1994     | Обсерваторія Кума Коґен            | Акімаса Накамура                    |
| 52422 LPL                 | 1994 LP              | 7 червня 1994     | Обсерваторія Кітт-Пік              | Spacewatch                          |
| (52423) 1994 LZ           | 1994 LZ              | 11 червня 1994    | Паломарська обсерваторія           | Е. Гелін                            |
| (52424) 1994 LX3          | 1994 LX3             | 3 червня 1994     | Обсерваторія Ла-Сілья              | Анрі Дебеонь                        |
| (52425) 1994 LU8          | 1994 LU8             | 8 червня 1994     | Обсерваторія Ла-Сілья              | Анрі Дебеонь, Ерік Вальтер Ельст    |
| (52426) 1994 PF           | 1994 PF              | 5 серпня 1994     | Обсерваторія Пістоїєзе             | Андреа Боаттіні, Маура Томбеллі     |
| (52427) 1994 PH           | 1994 PH              | 2 серпня 1994     | Обсерваторія Наті-Кацуура          | Йошісада Шімідзу, Такеші Урата      |
| (52428) 1994 PE4          | 1994 PE4             | 10 серпня 1994    | Обсерваторія Ла-Сілья              | Ерік Вальтер Ельст                  |
| (52429) 1994 PK6          | 1994 PK6             | 10 серпня 1994    | Обсерваторія Ла-Сілья              | Ерік Вальтер Ельст                  |
| (52430) 1994 PF8          | 1994 PF8             | 10 серпня 1994    | Обсерваторія Ла-Сілья              | Ерік Вальтер Ельст                  |
| (52431) 1994 PS10         | 1994 PS10            | 10 серпня 1994    | Обсерваторія Ла-Сілья              | Ерік Вальтер Ельст                  |
| (52432) 1994 PG11         | 1994 PG11            | 10 серпня 1994    | Обсерваторія Ла-Сілья              | Ерік Вальтер Ельст                  |
| (52433) 1994 PZ15         | 1994 PZ15            | 10 серпня 1994    | Обсерваторія Ла-Сілья              | Ерік Вальтер Ельст                  |
| (52434) 1994 PA17         | 1994 PA17            | 10 серпня 1994    | Обсерваторія Ла-Сілья              | Ерік Вальтер Ельст                  |
| (52435) 1994 PM25         | 1994 PM25            | 12 серпня 1994    | Обсерваторія Ла-Сілья              | Ерік Вальтер Ельст                  |
| (52436) 1994 PM26         | 1994 PM26            | 12 серпня 1994    | Обсерваторія Ла-Сілья              | Ерік Вальтер Ельст                  |
| (52437) 1994 PY27         | 1994 PY27            | 12 серпня 1994    | Обсерваторія Ла-Сілья              | Ерік Вальтер Ельст                  |
| (52438) 1994 PQ32         | 1994 PQ32            | 12 серпня 1994    | Обсерваторія Ла-Сілья              | Ерік Вальтер Ельст                  |
| (52439) 1994 QL           | 1994 QL              | 16 серпня 1994    | Обсерваторія Сайдинг-Спрінг        | Роберт МакНот                       |
| (52440) 1994 QN           | 1994 QN              | 26 серпня 1994    | Обсерваторія Сайдинг-Спрінг        | Роберт МакНот                       |
| (52441) 1994 RS1          | 1994 RS1             | 1 вересня 1994    | Паломарська обсерваторія           | Е. Гелін                            |
| (52442) 1994 SF10         | 1994 SF10            | 28 вересня 1994   | Обсерваторія Кітт-Пік              | Spacewatch                          |
| (52443) 1994 TW           | 1994 TW              | 2 жовтня 1994     | Обсерваторія Кітамі                | Кін Ендате, Кадзуро Ватанабе        |
| (52444) 1994 TQ2          | 1994 TQ2             | 2 жовтня 1994     | Обсерваторія Кітамі                | Кін Ендате, Кадзуро Ватанабе        |
| (52445) 1994 TG5          | 1994 TG5             | 2 жовтня 1994     | Обсерваторія Кітт-Пік              | Spacewatch                          |
| (52446) 1994 TR5          | 1994 TR5             | 4 жовтня 1994     | Обсерваторія Кітт-Пік              | Spacewatch                          |
| (52447) 1994 TH16         | 1994 TH16            | 8 жовтня 1994     | Паломарська обсерваторія           | Е. Гелін                            |
| (52448) 1994 UW9          | 1994 UW9             | 28 жовтня 1994    | Обсерваторія Кітт-Пік              | Spacewatch                          |
| (52449) 1994 VJ           | 1994 VJ              | 1 листопада 1994  | Обсерваторія Оїдзумі               | Такао Кобаяші                       |
| (52450) 1994 VL           | 1994 VL              | 1 листопада 1994  | Обсерваторія Оїдзумі               | Такао Кобаяші                       |
| (52451) 1994 VU           | 1994 VU              | 3 листопада 1994  | Обсерваторія Оїдзумі               | Такао Кобаяші                       |
| (52452) 1994 VQ1          | 1994 VQ1             | 3 листопада 1994  | Обсерваторія Оїдзумі               | Такао Кобаяші                       |
| (52453) 1994 WC           | 1994 WC              | 23 листопада 1994 | Обсерваторія Оїдзумі               | Такао Кобаяші                       |
| (52454) 1994 WV4          | 1994 WV4             | 26 листопада 1994 | Обсерваторія Кітт-Пік              | Spacewatch                          |
| 52455 Масаміка (Masamika) | 1995 AD1             | 6 січня 1995      | Обсерваторія Ґейсей                | Тсутому Секі                        |
| (52456) 1995 AY3          | 1995 AY3             | 2 січня 1995      | Коссоль                            | Ерік Вальтер Ельст                  |
| (52457) 1995 AE4          | 1995 AE4             | 2 січня 1995      | Коссоль                            | Ерік Вальтер Ельст                  |
| (52458) 1995 BK1          | 1995 BK1             | 26 січня 1995     | Обсерваторія Ніхондайра            | Такеші Урата                        |
| (52459) 1995 DS           | 1995 DS              | 21 лютого 1995    | Обсерваторія Санта-Лючія Стронконе | Антоніо Ваньоцці                    |
| (52460) 1995 DA3          | 1995 DA3             | 24 лютого 1995    | Обсерваторія Сайдинг-Спрінг        | Роберт МакНот                       |
| (52461) 1995 DE5          | 1995 DE5             | 22 лютого 1995    | Обсерваторія Кітт-Пік              | Spacewatch                          |
| (52462) 1995 FQ15         | 1995 FQ15            | 27 березня 1995   | Обсерваторія Кітт-Пік              | Spacewatch                          |
| (52463) 1995 GA8          | 1995 GA8             | 6 квітня 1995     | Обсерваторія Кітт-Пік              | Томас Балонек                       |
| (52464) 1995 MC2          | 1995 MC2             | 23 червня 1995    | Обсерваторія Кітт-Пік              | Spacewatch                          |
| (52465) 1995 OF3          | 1995 OF3             | 22 липня 1995     | Обсерваторія Кітт-Пік              | Spacewatch                          |
| (52466) 1995 OF4          | 1995 OF4             | 22 липня 1995     | Обсерваторія Кітт-Пік              | Spacewatch                          |
| (52467) 1995 OS10         | 1995 OS10            | 22 липня 1995     | Обсерваторія Кітт-Пік              | Spacewatch                          |
| (52468) 1995 QB1          | 1995 QB1             | 19 серпня 1995    | Станція Сінлун                     | SCAP                                |
| (52469) 1995 QV1          | 1995 QV1             | 20 серпня 1995    | Обсерваторія Наті-Кацуура          | Йошісада Шімідзу, Такеші Урата      |
| (52470) 1995 ST2          | 1995 ST2             | 20 вересня 1995   | Обсерваторія Кушіро                | Сейджі Уеда, Хіроші Канеда          |
| (52471) 1995 SG4          | 1995 SG4             | 26 вересня 1995   | Огляд Каталіна                     | Тімоті Спар                         |
| (52472) 1995 SR9          | 1995 SR9             | 17 вересня 1995   | Обсерваторія Кітт-Пік              | Spacewatch                          |
| (52473) 1995 SE17         | 1995 SE17            | 18 вересня 1995   | Обсерваторія Кітт-Пік              | Spacewatch                          |
| (52474) 1995 SH32         | 1995 SH32            | 21 вересня 1995   | Обсерваторія Кітт-Пік              | Spacewatch                          |
| (52475) 1995 SO39         | 1995 SO39            | 25 вересня 1995   | Обсерваторія Кітт-Пік              | Spacewatch                          |
| (52476) 1995 SM73         | 1995 SM73            | 29 вересня 1995   | Обсерваторія Кітт-Пік              | Spacewatch                          |
| (52477) 1995 SG77         | 1995 SG77            | 21 вересня 1995   | Обсерваторія Кітт-Пік              | Spacewatch                          |
| (52478) 1995 TO           | 1995 TO              | 12 жовтня 1995    | Обсерваторія Садбері               | Денніс ді Сікко                     |
| (52479) 1995 TZ           | 1995 TZ              | 13 жовтня 1995    | Обсерваторія Тітібу                | Наото Сато, Такеші Урата            |
| 52480 Enzomora            | 1995 UM5             | 20 жовтня 1995    | Обсерваторія Сан-Вітторе           | Обсерваторія Сан-Вітторе            |
| (52481) 1995 UG15         | 1995 UG15            | 17 жовтня 1995    | Обсерваторія Кітт-Пік              | Spacewatch                          |
| (52482) 1995 UW25         | 1995 UW25            | 20 жовтня 1995    | Обсерваторія Кітт-Пік              | Spacewatch                          |
| (52483) 1995 VZ4          | 1995 VZ4             | 14 листопада 1995 | Обсерваторія Кітт-Пік              | Spacewatch                          |
| (52484) 1995 VL12         | 1995 VL12            | 15 листопада 1995 | Обсерваторія Кітт-Пік              | Spacewatch                          |
| (52485) 1995 WD           | 1995 WD              | 16 листопада 1995 | Обсерваторія Оїдзумі               | Такао Кобаяші                       |
| (52486) 1995 WA28         | 1995 WA28            | 19 листопада 1995 | Обсерваторія Кітт-Пік              | Spacewatch                          |
| (52487) 1995 XO2          | 1995 XO2             | 6 грудня 1995     | Станція Сінлун                     | SCAP                                |
| (52488) 1995 XD3          | 1995 XD3             | 14 грудня 1995    | Обсерваторія Кітт-Пік              | Spacewatch                          |
| (52489) 1995 YG3          | 1995 YG3             | 26 грудня 1995    | Обсерваторія Оїдзумі               | Такао Кобаяші                       |
| (52490) 1995 YY5          | 1995 YY5             | 16 грудня 1995    | Обсерваторія Кітт-Пік              | Spacewatch                          |
| (52491) 1995 YC10         | 1995 YC10            | 18 грудня 1995    | Обсерваторія Кітт-Пік              | Spacewatch                          |
| (52492) 1995 YK11         | 1995 YK11            | 18 грудня 1995    | Обсерваторія Кітт-Пік              | Spacewatch                          |
| (52493) 1995 YC17         | 1995 YC17            | 22 грудня 1995    | Обсерваторія Кітт-Пік              | Spacewatch                          |
| (52494) 1996 AN8          | 1996 AN8             | 13 січня 1996     | Обсерваторія Кітт-Пік              | Spacewatch                          |
| (52495) 1996 AK10         | 1996 AK10            | 13 січня 1996     | Обсерваторія Кітт-Пік              | Spacewatch                          |
| (52496) 1996 AA11         | 1996 AA11            | 13 січня 1996     | Обсерваторія Кітт-Пік              | Spacewatch                          |
| (52497) 1996 AA14         | 1996 AA14            | 15 січня 1996     | Обсерваторія Кітт-Пік              | Spacewatch                          |
| (52498) 1996 BG8          | 1996 BG8             | 19 січня 1996     | Обсерваторія Кітт-Пік              | Spacewatch                          |
| (52499) 1996 CL1          | 1996 CL1             | 11 лютого 1996    | Обсерваторія Оїдзумі               | Такао Кобаяші                       |
| 52500 Каната (Kanata)     | 1996 DC1             | 22 лютого 1996    | Обсерваторія Оїдзумі               | Такао Кобаяші                       |